# 15077 Edyalge
15077 Edyalge eller 1999 CA är en asteroid i huvudbältet som upptäcktes den 2 februari 1999 av den schweiziska astronomen Stefano Sposetti vid Gnosca-observatoriet. Den är uppkallad efter amatörastronomen Edy Alge.
Asteroiden har en diameter på ungefär 7 kilometer och den tillhör asteroidgruppen Koronis.